# Alwyne Compton
Pour les articles homonymes, voir Compton.
Alwyne Compton (18 juillet 1825 - 4 avril 1906) est un évêque anglican . 

## Biographie
Il est le quatrième fils de Spencer Compton (2e marquis de Northampton), et fait ses études au Collège d'Eton et au Trinity College, à Cambridge . Son premier poste est curé à Horsham après quoi il est recteur de Castle Ashby, poste qu'il occupe pendant 26 ans . Il est également archidiacre d'Oakham pendant quatre ans. En 1879, il est nommé Doyen de Worcester , puis en 1886 au siège  d’Ely ,. Il reste en poste jusqu’en 1905, date à laquelle il démissionne et se retire à Canterbury, où il est décédé l'année suivante. 
Alwyne Compton est Lord High Almoner de 1882 à 1906. 
Le 28 août 1850, il épouse Florence Caroline Anderson (décédée en 1918), fille aînée de Robert Anderson, membre du clergé de Brighton, et de son épouse, Caroline Dorothea Shore. Ils restent sans enfants. 